# Ophion ventricosus
Ophion ventricosus là một loài tò vò trong họ Ichneumonidae.

## Hình ảnh

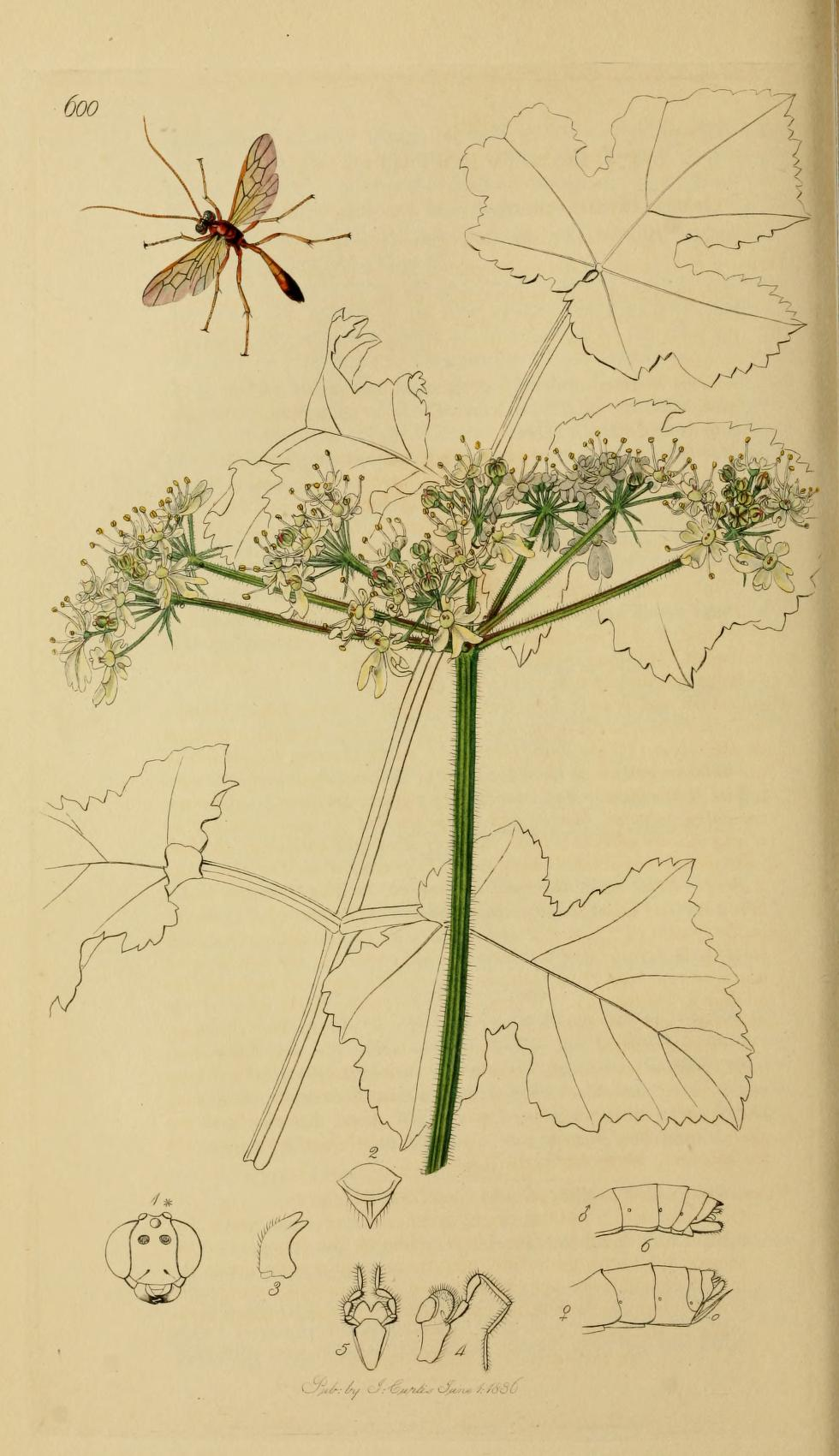